# 後三年駅
後三年駅（ごさんねんえき）は、秋田県仙北郡美郷町飯詰字東山本にある、東日本旅客鉄道（JR東日本）奥羽本線の駅である。

## 歴史
- 1921年（大正10年）12月12日：国鉄の駅として仙北郡飯詰村に開業[2]。
- 1976年（昭和51年）4月1日：貨物・荷物の扱いを廃止[4]。無人化[3]。
- 1987年（昭和62年）4月1日：国鉄分割民営化により、JR東日本の駅となる。当時は簡易委託駅であった[5]。
- 2012年（平成24年）
  - 12月22日：新駅舎の使用を開始[6][7]。
  - 12月24日：オープニングセレモニーを実施[6][7]。
- 2024年（令和6年）10月1日：えきねっとQチケのサービスを開始[1][8]。

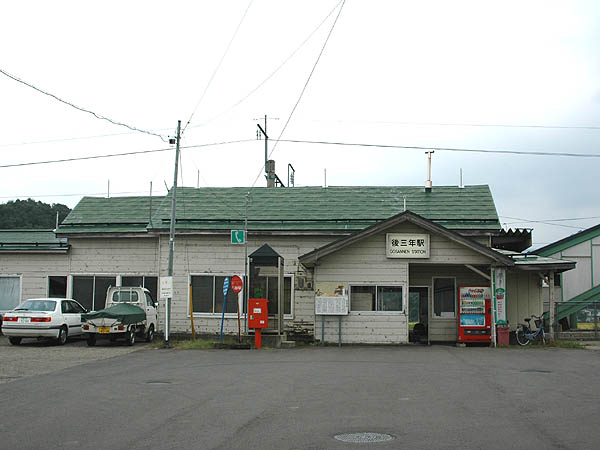
旧駅舎（2005年9月）

### 駅名の由来
周辺一帯が後三年の役の古戦場であったことによる。

## 駅構造
単式ホーム1面1線と島式ホーム1面2線、計2面3線を有する地上駅である。互いのホームは跨線橋で連絡している。
横手駅管理の無人駅である。2012年（平成24年）4月20日に、JR東日本は2013年（平成25年）に開催される秋田デスティネーションキャンペーンと、それに向けて2012年（平成24年）に開催されたプレデスティネーションキャンペーンを見据えて、秋田を訪れる観光客を綺麗な駅舎で迎えることを目指して、当駅の建て替えを行うことを発表した。地元の美郷町との合築で行われ、2012年（平成24年）12月22日に使用開始された。後三年の役古戦場であることにちなんで、武士の兜をイメージしている。外観は回廊や連子窓などを設置し、白壁、黒格子、丸柱で落ち着いた雰囲気を表現している。駅舎内には、ギャラリーとして後三年の役を解説するパネルなどが展示されている。木造平屋建て42平方メートルで、駅施設・都市施設ともに21平方メートルある。

### のりば
| 番線 | 路線      | 方向 | 行先           |
| ---- | --------- | ---- | -------------- |
| 1    | ■奥羽本線 | 下り | 大曲・秋田方面 |
| 2・3 | ■奥羽本線 | 上り | 横手・新庄方面 |

- 3番線は上下双方の入線・発車に対応している。

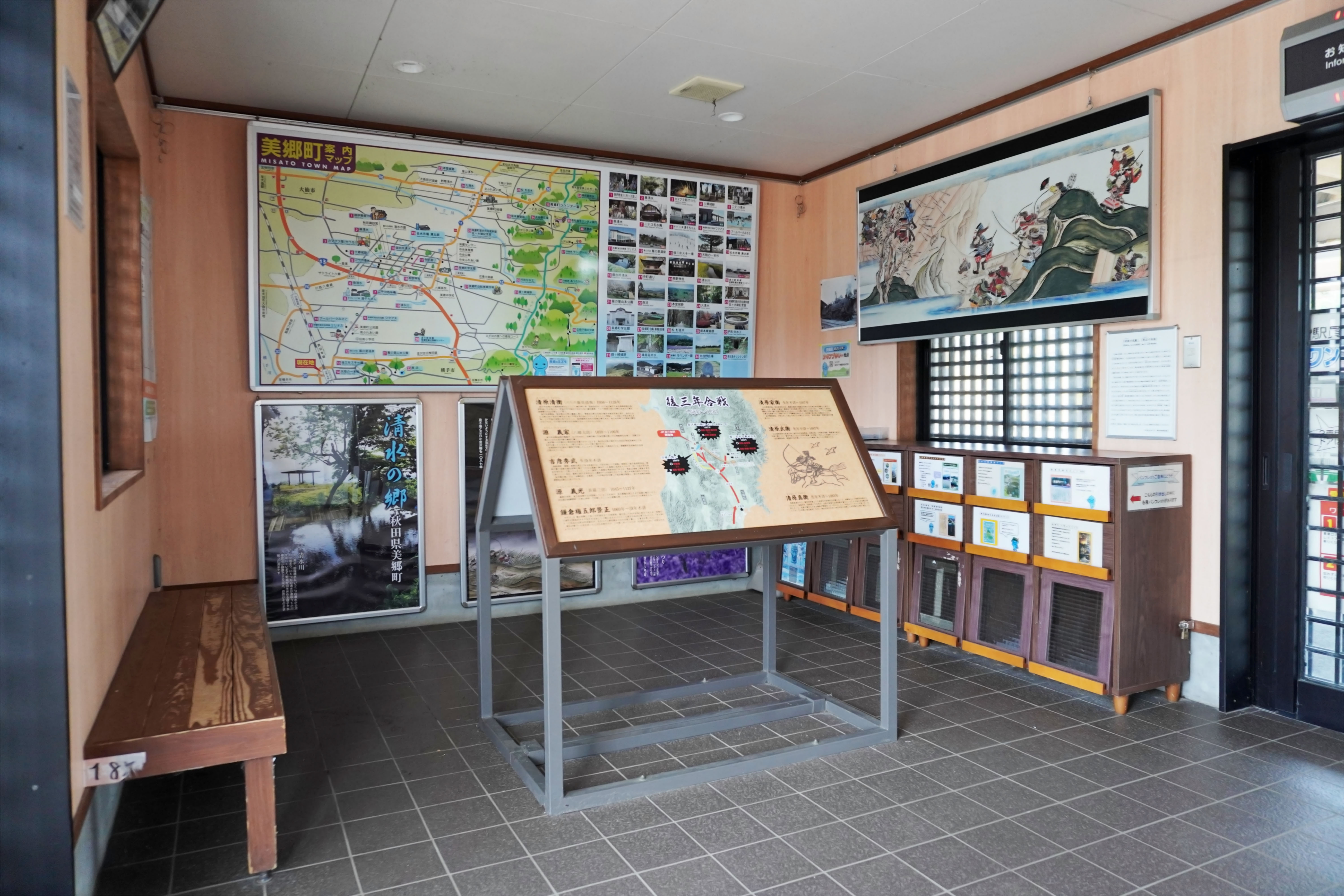
駅舎内（2024年5月）
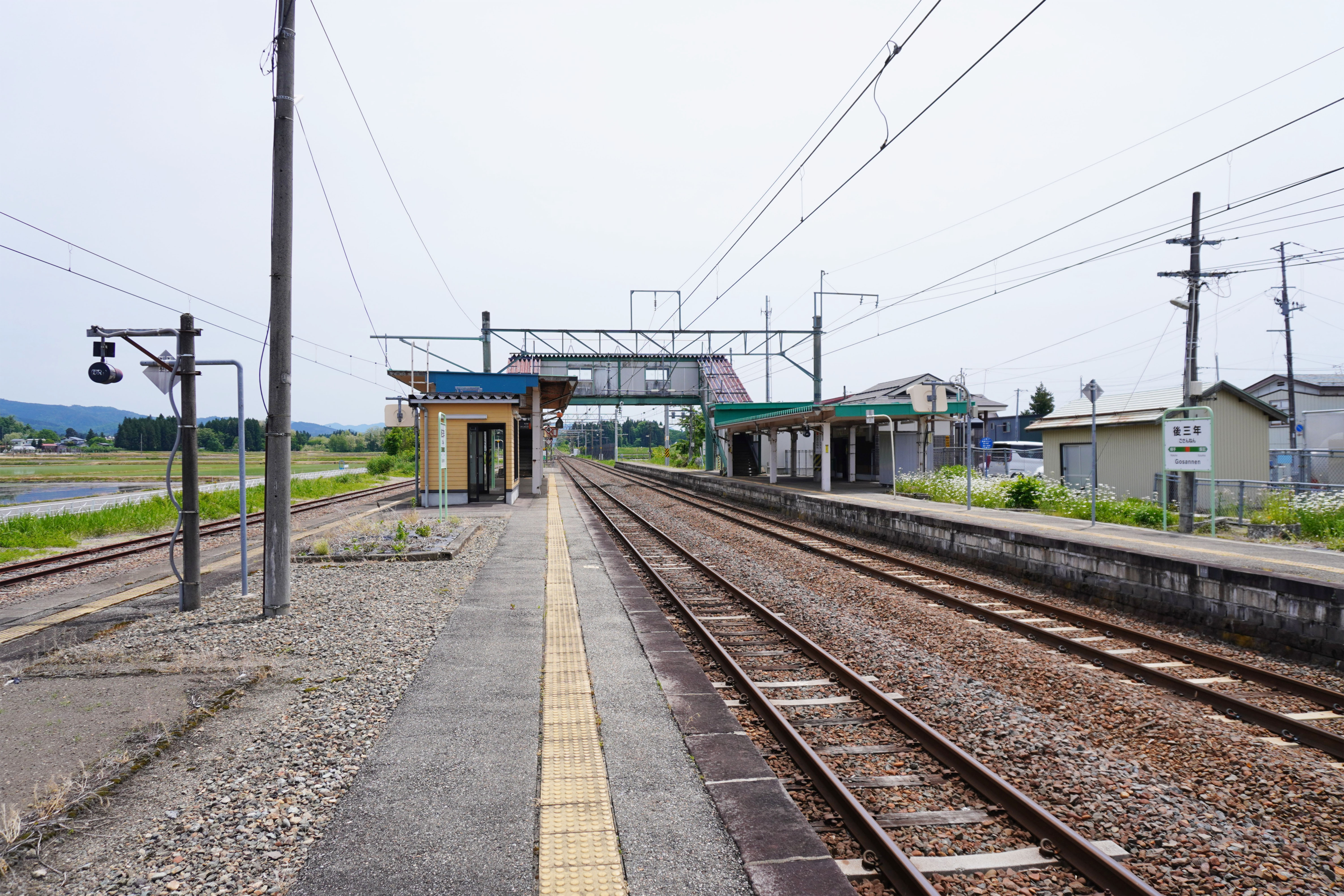
ホーム（2024年5月）

## 駅周辺
- 秋田県道266号耳取後三年停車場線
- 秋田県道267号金沢吉田柳田線
- 後三年駅前簡易郵便局
- 後三年合戦金沢資料館[9]
- 美郷町雁の里複合温泉施設 湯とぴあ
- 雁の里山本公園
  - 後三年スキー場
- 平安の風わたる公園
- 道の駅美郷

## 隣の駅
東日本旅客鉄道（JR東日本）
■奥羽本線
□快速
通過
■普通
横手駅 - 後三年駅 - 飯詰駅